# こうもり城で恋してみない?
『こうもり城で恋してみない?』（こうもりじょうでこいしてみない?）は、星川とみによる日本の漫画作品。こうもり城シリーズ一作目。
『なかよし』（講談社）にて連載された。

## 書誌情報
- こうもり城で恋してみない?、初版発行日 1978年12月5日
  - 一族がやってきた!／恋しちゃったの モンスター／ねえマリア歌ってよ／おやおや? プロポーズ

## 続編
続編に「愛のアンジェラス」「ボルガを超えて」がある。
また新こうもり城シリーズがボニータコミックスから発売され「こうもり城86」「こうもり城87」 「こうもり城now the hero!（全7巻）」と続いた。